# Муравьёв, Николай Валерианович
Николай Валерианович Муравьёв (27 сентября (9 октября) 1850, Кострома — 14 декабря 1908, Рим) — действительный тайный советник (1901) из рода Муравьёвых, министр юстиции и генерал-прокурор (1894—1905), затем до конца жизни посол в Италии.

## Биография
Сын сенатора Валериана Николаевича Муравьёва и Софьи Григорьевны Гежелинской; племянник графа Н. Н. Муравьёва-Амурского.
Среднее образование получил в 3-й Московской гимназии, которую окончил в 1868 году с золотой медалью. В том же году поступил на юридический факультет Московского университета, однако ушёл со 2-го курса и отправился за границу, где занимался юридическими науками. В 1870 году, в возрасте 19 лет, выдержал экзамен на степень кандидата прав на юридическом факультете Санкт-Петербургского университета и в том же году вступил на службу кандидатом на судебные должности при прокуроре Московской судебной палаты, которым в то время был Н. А. Манасеин.
В 1871 году исправлял должность товарища прокурора Владимирского окружного суда и в том же году был назначен товарищем прокурора Рязанского окружного суда. В начале 1873 года был переведён на ту же должность в Москву. В 1874 году выдержал экзамен на степень магистра уголовного права и был приглашён в Московский университет читать курс уголовного судопроизводства. В 1878 году был назначен прокурором Ярославского окружного суда, а в январе 1879 года — товарищем прокурора Санкт-Петербургской судебной палаты.
Весной 1881 года возглавил обвинение в процессе по делу «О злодеянии 1 марта 1881 года, жертвою коего стал в Бозе почивший император Александр II Николаевич» в Особом присутствии правительствующего Сената. В том же году назначен прокурором Санкт-Петербургской судебной палаты, в 1884 году переведён на такую же должность в Москву, в 1891 году назначен обер-прокурором уголовного кассационного департамента и удостоен чина тайного советника, в 1892 году — статс-секретарем. Его обвинительные речи (по делам Тупицыных, Рыкова, «Червонных валетов», о цареубийстве 1 марта) обратили на себя всеобщее внимание, равно как и некоторые обер-прокурорские его заключения (например, по делу Дорна).
С 1 января 1894 года (утверждён в должности 17 апреля того же года) по 14 января 1905 года был министром юстиции и генерал-прокурором. В 1894 году избран почётным гражданином Оренбурга и Петрозаводска.

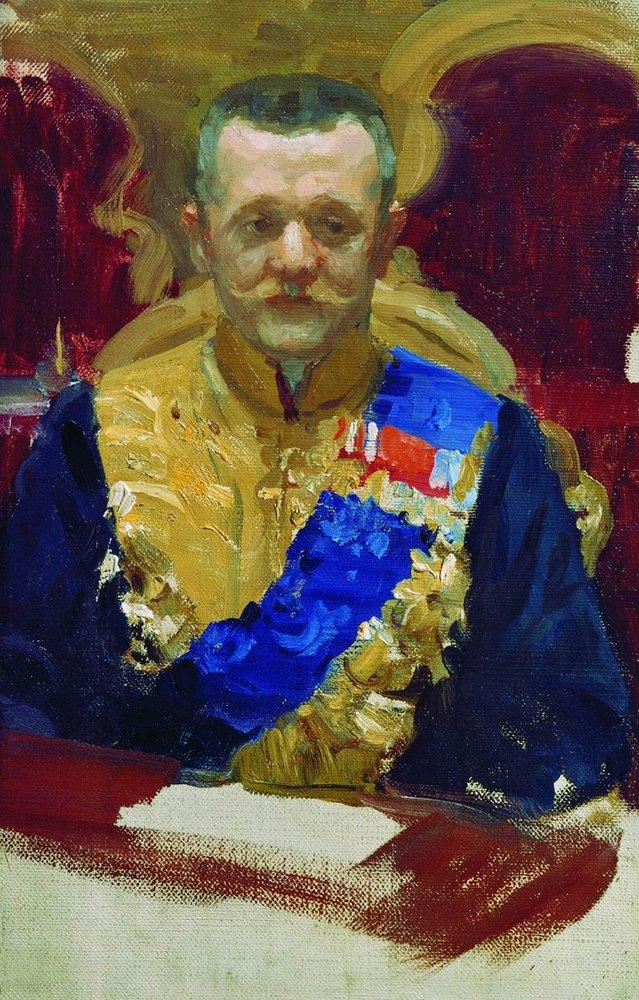
На этюде Кустодиева к картине «Торжественное заседание Государственного совета»

Накануне событий 9 января 1905 года, 7 января, Муравьёв имел беседу со священником Георгием Гапоном. Последний убеждал его пасть в ноги царю и умолять того принять петицию о рабочих нуждах. Ознакомившись с текстом петиции, Муравьёв указал Гапону, что она требует ограничить самодержавие, и отказал в своём содействии. На следующий день, 8 января, на совещании у министра внутренних дел П. Д. Святополк-Мирского Муравьёв охарактеризовал Гапона как «ярого революционера» и предложил его арестовать, высказавшись против каких-либо переговоров с рабочими. Через несколько дней после «Кровавого воскресенья» Муравьёв подал в отставку и уехал послом в Рим, как полагали современники, из опасения мести со стороны революционеров.
В бытность его министром юстиции было закончено осуществление судебной реформы 1864 года, учреждением трёх судебных палат (Иркутской, Омской и Ташкентской) и 23 окружных судов; издано уголовное уложение 1903 года; значительно подвинуты работы по составлению гражданского уложения.
К министерству юстиции присоединено главное тюремное управление (1895), преобразованы старые департаменты Сената (1898), увеличено содержание членов окружных судов (1896, 1899), образовано благотворительное общество судебного ведомства (1895), возобновлено издание «Журнала Министерства юстиции» (1894).
Учреждённая в 1894 году особая комиссия по пересмотру законоположений о судебной части, под председательством Муравьёва, наметила целый ряд значительных изменений в судебных уставах, резко расходясь по многим пунктам с основными началами реформы 1864 года. Муравьёв находил, что «суд должен быть прежде всего верным и верноподданным проводником и исполнителем самодержавной воли монарха» и «как один из органов правительства, должен быть солидарен с другими его органами во всех их законных действиях и начинаниях».
На первое место Муравьёв ставил «изменение действующих правил о судейской несменяемости, которые в нынешней своей постановке не отвечают условиям нашего государственного устройства и не дают высшей судебной администрации достаточных средств к устранению из судейской среды недостойных деятелей». При таком характере «пересмотра» судебных уставов и вследствие изменившихся обстоятельств, труды комиссии осуществления не получили и сохраняют значение лишь в качестве материала для истории русского суда.
После ухода из министерства юстиции продолжил карьеру на дипломатическом поприще. Назначен 14 января 1905 года чрезвычайным и полномочным послом в Италии, на этой должности пробыл до своей смерти. Скончался скоропостижно от паралича сердца в Риме 1 декабря 1908 года. Похоронен на кладбище Тестаччо.

## Награды
- Орден Святого Владимира 3-й степени (01.01.1883)
- Орден Святого Станислава 1-й степени (01.01.1887)
- Орден Святой Анны 1-й степени (01.01.1890)
- Орден Святого Владимира 2-й степени (01.01.1895)
- Орден Белого орла (01.01.1899)
- Высочайшая признательность (01.01.1904)
- Орден Святого Александра Невского (11.08.1904)

Иностранные:
- французский орден Почётного легиона, большой офицерский крест (1894)
- болгарский орден Святого Александра 1-й степени (1896)
- французский орден Почётного легиона, большой крест (1897)
- прусский орден Красного орла 1-й степени (1897)
- персидский орден Льва и Солнца 1-й степени (1898)
- бухарский орден Короны (1898)
- бухарский орден Искандер-Салис (1899)
- румынский орден Короны 1-й степени (1899)
- алмазные знаки к ордену Льва и Солнца 1-й степени (1900)
- итальянский орден Святых Маврикия и Лазаря 1-й степени (1902)

## Личная жизнь

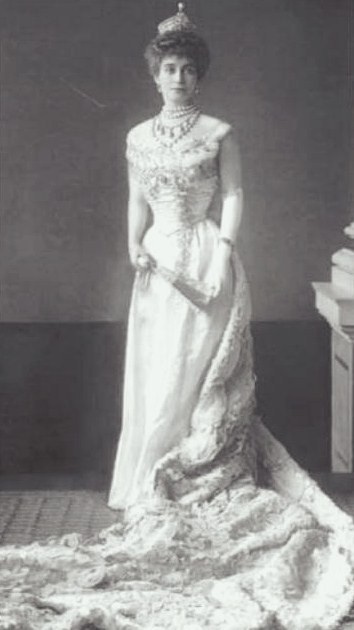
Княгиня Екатерина Энгель фон Доннельсмарк

Муравьёв был женат трижды. Первой женой (с 1869 года) была Александра Викторовна Муромцева (1852—23.04.1879), двоюродная сестра его друга С. А. Муромцева. Брак был заключён против воли его родных и не был удачным. Скончалась от чахотки в Женеве, похоронена в Москве в Новоспасском монастыре. Их дети: Николай (1870—1887; застрелился), Александр (1872—1881) и Надежда (1878—1879).
Второй брак с Екатериной Васильевной Слепцовой (1862—1929) закончился разводом, их сын Михаил (1882—1884). По словам современницы, брак распался оттого, что Муравьёв сводил её с П. П. Демидовым-Сан-Донато. От этого муж ей сделался так противен, что она бросила его и уехала в Италию с Демидовым, с которым и оставалась до самой его смерти. Вторым мужем Екатерины Васильевны в 1887 году стал прусский богач граф Гвидо Энгель фон Доннельсмарк (1830—1916), получивший в 1901 год титул князя. Благодаря второму мужу, с которым она была «на ножах», считалась одной из самых богатых и видных дам Германии. Сыновей своих воспитывала в православной вере.
Последней женой Муравьёва была Евгения Ивановна Брониковская (1853—1920), которая, по словам С. Ю. Витте, «наконец забрала его в руки и держала в большом респекте, единственный человек, которого боялся и слушался Муравьёв — это была его жена». Она была дамой высокомерной и крайне нелюбезной.

 Во время приёмов в русском посольстве в Риме, госпожа Муравьёва стояла всегда посередине гостиной — нечто вроде тронного зала — и прибывшие гости маршировали перед ней, как солдаты на параде. Она удостаивала разговора только самых важных из них. Господин Муравьёв, старался как мог сгладить и компенсировать высокомерие жены, но, несмотря на его любезность и дипломатический такт, посетителей посольства не могла не задевать её надменная манера. Овдовев, она удалилась от общества, оплакивая мужа и то великолепие, которое потеряла вместе с ним.
 У Евгении Ивановны были две дочери, Александра (1886—1976; замужем c 1907 г. за английским дипломатом М. Читемом) и Вера (1888), и один сын Валериан (1885—1932), окончил Александровский лицей, служил в Министерстве иностранных дел, известен как философ и публицист. Репрессирован в 1929 году.

## Сочинения
- Муравьёв Н.В. Прокурорский надзор в его устройстве и деятельности. Пособие для прокурорской службы. — М.: 1889. — Т. I. — 552 с.